# Pelagonien (region)

Pelagoniens läge i Nordmakedonien

Pelagonien (makedonska: Пелагонија, Пелагониски регион) är en av de åtta statistiska regionerna i Nordmakedonien. Den statistiska regionen Pelagonien ligger i landets sydvästra delar och är Nordmakedoniens största region. Den gränsar till statistiska regionerna Sydvästra och Vardar. Dessutom gränser den till Grekland och Albanien. 

## Kommuner
Pelagonien är indelat i nio kommuner:
1. Bitola
2. Demir Hisar
3. Krivogaštani
4. Kruševo
5. Mogila
6. Prilep
7. Resen
8. Novaci
9. Dolneni

## Demografi

### Invånarantal
Det aktuella invånarantalet i regionen ligger på 221 019 invånare, eller 11 % av Nordmakedoniens folkmängd enligt mätningar under 2002. 
| Mätningsår | Invånarantal | Förändringar |
| ---------- | ------------ | ------------ |
| 1994       | 214 709      | N/A          |
| 2002       | 221 019      | +3.96%       |

### De största orterna
| Rank | Stad         | Invånarantal |
| ---- | ------------ | ------------ |
| 1    | Bitola       | 105 550      |
| 2    | Prilep       | 66 246       |
| 3    | Resen        | 8 748        |
| 4    | Kruševo      | 5 507        |
| 5    | Demir Hisar  | 2 593        |
| 6    | Krivogaštani | 1 870        |

### Etnisk fördelning
Den största etniska gruppen i regionen är makedonierna.
|            | Antal   | %     |
| ---------- | ------- | ----- |
| TOTALT     | 221 019 | 100   |
| Makedonier | 196 110 | 88,72 |
| Albaner    | 8 018   | 3,62  |
| Romer      | 7 054   | 3,19  |
| Turkar     | 4 553   | 2,06  |
| Valaker    | 2 307   | 1,04  |
| Serber     | 719     | 0,32  |
| övriga     | 2 046   | 0,92  |